# Robin Williams
Robin McLaurin Williams (21. července 1951 Chicago, Illinois – 11. srpna 2014 Paradise Cay, Kalifornie) byl americký herec, komik a zpěvák, držitel Oscara, čtyř Zlatých glóbů, čtyř cen Grammy, dvou cen amerických scenáristů a ceny Cecila B. DeMilla. Je považován za jednoho z největších komiků všech dob.

## Počátky
Narodil se v Chicagu v Illinois do rodiny bývalé modelky (Laurie McLaurin, 1922–2001) a zámožného otce (Robert Fitzgerald Williams, 1906–1987), který měl vysoké postavení ve firmě Ford. Vyrůstal v Episkopální církvi, jeho matka byla přitom přívrženkyní směru Křesťanská věda. Navštěvoval školu Detroit County Day School a s hercem Christopherem Reevem i Juilliardovu školu. Po účinkování v klubech a po rozhovoru s Michaelem Parkinsonem se rozhodl, že se stane hercem.

## Kariéra
Za svůj život byl obsazován do výrazných rolí, za které sklidil nejedno významné ocenění. První film natočil v roce 1980, a to snímek s názvem Pepek námořník. První úspěšný film však následoval až o sedm let později. Režisérem Barrym Levinsonem byl obsazen do filmu Dobré ráno, Vietname, za který získal cenu Grammy za nejlepší komediální album a Zlatý glóbus. Za významnou je považována spolupráce s režisérem Stevenem Spielbergem, který jej obsadil do filmů Hook nebo A.I. Umělá inteligence.
Už v roce 1978 obdržel Zlatý glóbus za seriál Mork and Mindy (v roce 1980 znovu) a v roce 1980 obdržel cenu Grammy za nejlepší komediální album k seriálu Reality...What a concept. Ceny Grammy pak získal ještě za album A Night at the Met v roce 1988 a za mluvené album Robin Williams - Live 2002 v roce 2003. Zlatý glóbus obdržel také za filmy Král rybář a Táta v sukni. V roce 2005 byl za celoživotní přínos v oblasti filmu oceněn cenou Cecila B. deMilla.
Nejvyššího ocenění, tedy Oscara se dočkal v roce 1997, kdy byl oceněn za film Dobrý Will Hunting, za který obdržel i Cenu Sdružení filmových a televizních herců. Tu obdržel i za film Ptačí klec v roce 1996. Od roku 2005 se začal výrazněji věnovat filmovému dabingu animovaných filmů.

## Osobní život
První manželství mu vydrželo 10 let a má z něj syna Zacharyho Pyma (* 1983). V roce 1989 se oženil podruhé s Marshou Garces, která v rodině pracovala jako chůva. Z tohoto manželství měl dvě děti, herečku Zeldu Rae (* 1989) a Codyho Alana (* 1991). S manželkou Marshou v roce 1992 založil nadaci Windfall Foundation na podporu různých charitativních společností. Manželství bylo rozvedeno v roce 2010 a v roce 2011 se oženil potřetí se Susan Schneider.
V úvodu 70. a 80. let měl problémy s kokainem a v roce 2006 měl potíže s alkoholem. Jeho přítelem byl herec John Belushi. V roce 2007 na srdeční potíže zemřel jeho starší bratr Robert Todd, na jehož pohřbu se ujal hlavní řeči. V roce 2013 mu byla nepřesně diagnostikována Parkinsonova choroba. Mezi projevy patřily návaly strachu a úzkosti, zácpa, pálení žáhy, nespavost, stres a mírný třes v levé ruce. Pitva prokázala, že šlo o velmi intenzivní formu difúzní choroby s Lewyho tělísky.
Byl velkým fanouškem deskových her na hrdiny i počítačových her, svou dceru Zeldu pojmenoval podle postavy z herní série The Legend of Zelda. Byl také nadšeným cyklistou, často např. cestoval naživo sledovat Tour de France.

## Úmrtí
Herec mluvil i žertoval o svých potížích s alkoholem a drogami. Podle blízkých lidí také trpěl vážnou depresí, ke které přispěla i jeho neurologická choroba. K jeho depresi přispěla také povinnost platit obrovské alimenty.
Dne 11. srpna 2014 v Paradise Cay v Kalifornii kolem sedmé hodiny večerní místního času byl nalezen ve svém domě mrtvý. Příčinou smrti bylo dle koronera udušení v důsledku oběšení. Dle pozdější pitvy nebyl pod vlivem alkoholu ani žádných drog. Naopak pitva zjistila, že trpěl vážnou korovou demencí a zbývaly mu maximálně 3 roky života.

## Filmografie
- 1980 – Pepek námořník
- 1982 – Svět podle Garpa (The World According to Garp)
- 1983 – Zůstat naživu
- 1984 – Moskva na Hudsonu (Moscow on the Hudson)
- 1986 – Seize the Day, Klub ráj, Ty nejlepší časy
- 1987 – Dobré ráno, Vietname
- 1988 – Dobrodružství Barona Prášila
- 1989 – Společnost mrtvých básníků (Dead Poets Society) – nominace na Oscara
- 1990 – Čas probuzení, Cadillac se slevou
- 1991 – Hook, Král rybář (The Fisher King) – nominace na Oscara, Znovu po smrti
- 1992 – Hračky, Aladin – dabing, FernGully: Poslední deštný prales – dabing, Klaun Shakes
- 1993 – Mrs. Doubtfire – Táta v sukni
- 1994 – In Search of Dr. Seuss
- 1994 – Jsme jenom lidi
- 1995 – Aladin a král zlodějů – dabing, Jumanji, Tři muži v negližé, Dva v tom
- 1996 – Hamlet, Bomba pro Greenwich, Jack, Ptačí klec (The Birdcage)
- 1997 – Dobrý Will Hunting, Flubber, Pozor na Harryho, Den otců
- 1998 – Doktor Flastr, Jak přicházejí sny
- 1999 – Andrew – člen naší rodiny, Jakub lhář, Get Bruce
- 2001 – A.I. Umělá inteligence
- 2002 – The Rutles 2, Insomnie, Smoochy, Expres foto
- 2004 – Dárek z lásky, Nezapomenutelné dětství, Konečný sestřih
- 2005 – Zmražená pojistka, Roboti – dabing, The Aristocrats
- 2006 – Noc v muzeu, Muž roku, Happy Feet – dabing, Rodinná dovolená a jiná neštěstí, Noční volání
- 2007 – Kněz je poděs, Melodie mého srdce
- 2009 – Cvokař, Noc v muzeu 2, Starý páky, Táta šampión
- 2011 – Happy Feet 2
- 2013 – Velká svatba, Komorník, Pohled na lásku
- 2014 – Letos Vánoce nebudou, Noc v muzeu: Tajemství hrobky, Bulvár, Angriest Man in Brooklyn
- 2015 – Absolutely Anything

## Galerie

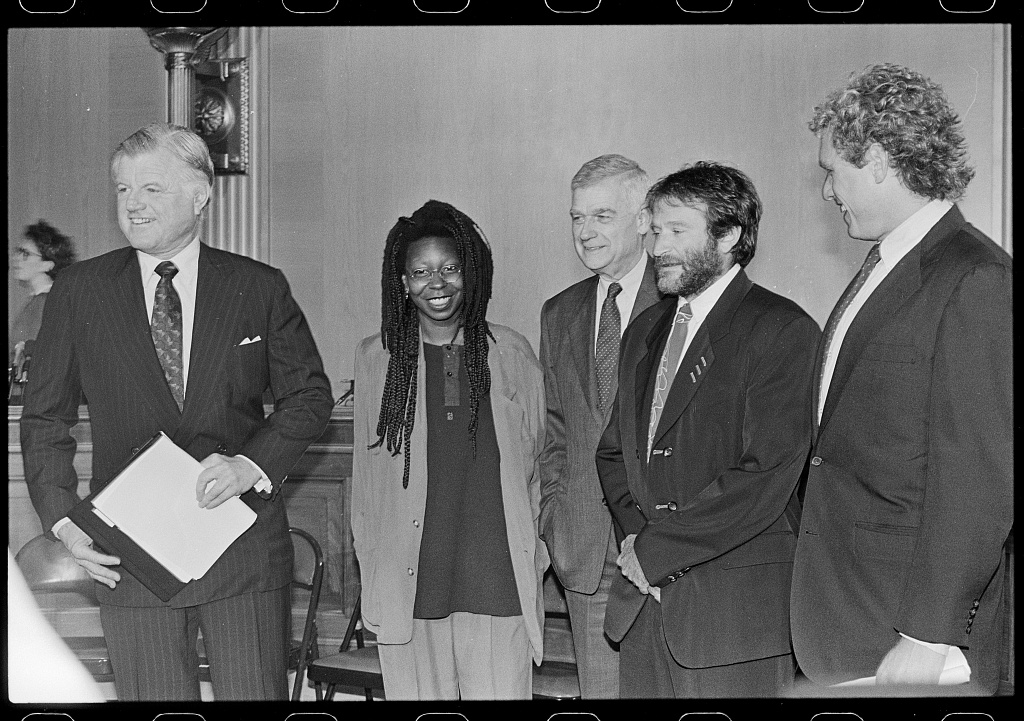
Robin Williams s dalšími herci v roce 1990
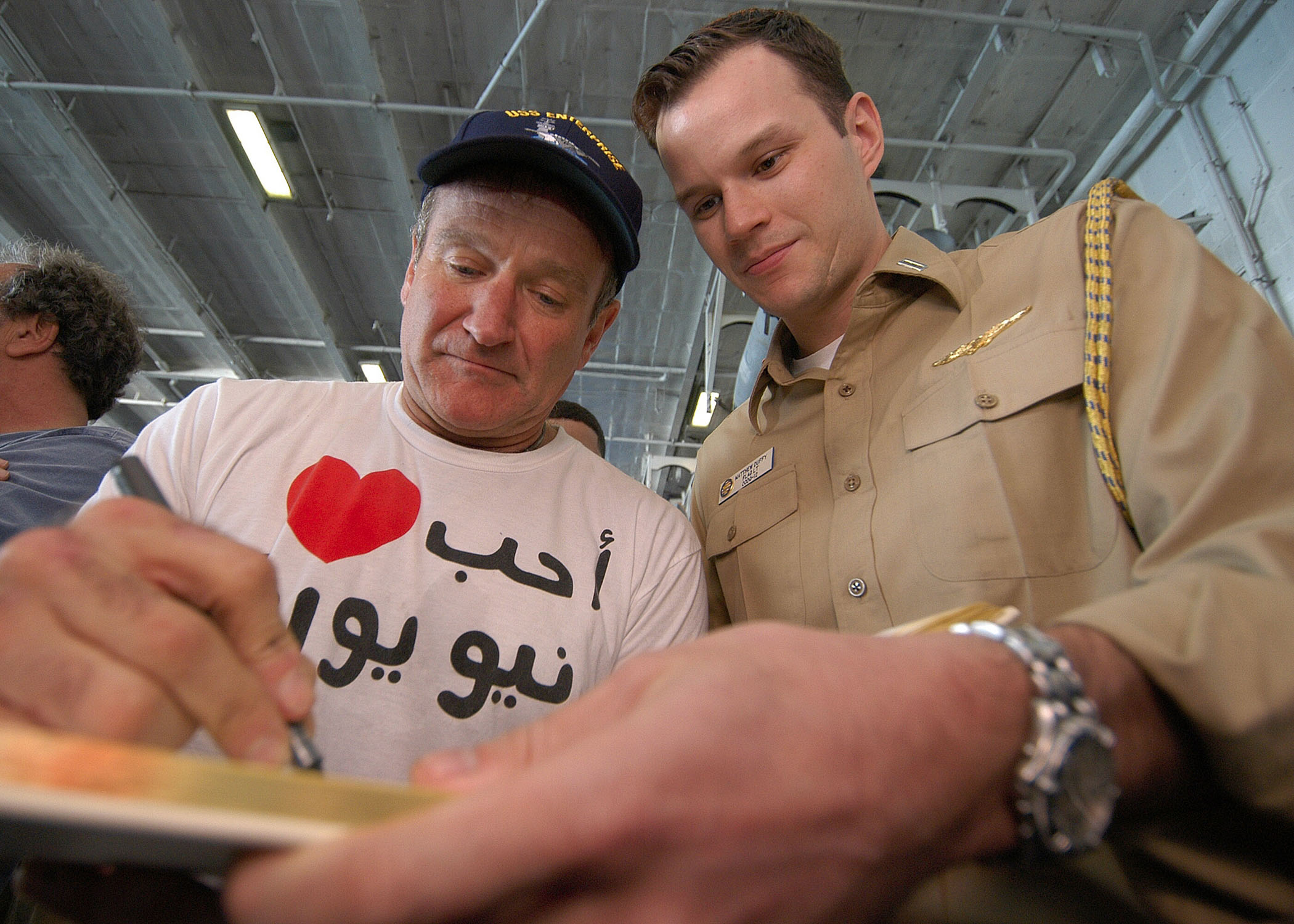
Robin Williams (2003)
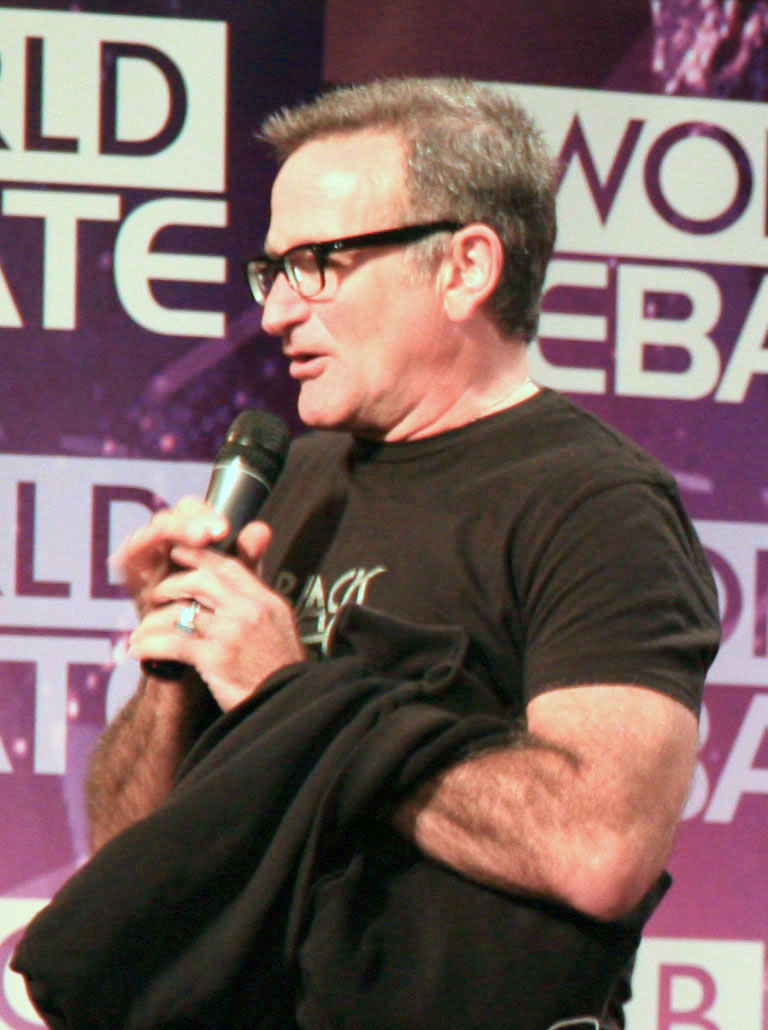
Robin Williams (2008)
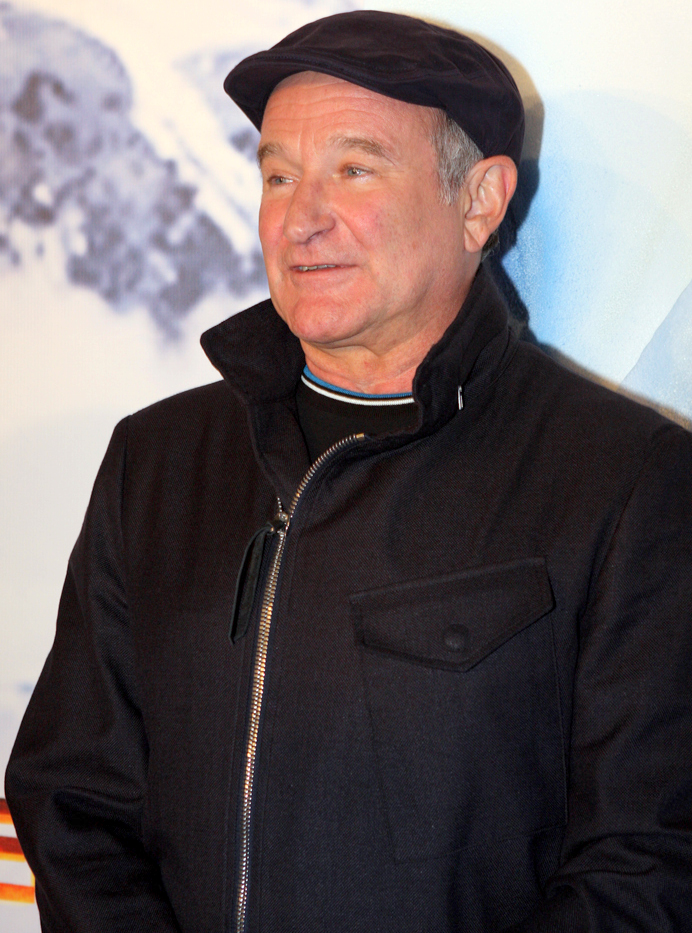
Robin Williams (2011)